# 애들레이드 클레먼스
애들레이드 클레먼스(Adelaide Clemens, 1989년 11월 30일 ~ )는 오스트레일리아의 배우이다.

## 출연 작품
- 뮤직, 워 앤 러브 (2018)
- 래빗 (2017)
- 피보다 가까운 (2015)
- 렉티파이 시즌3 (2015)
- 더 월드 메이드 스트레이드 (2015)
- 렉티파이 시즌2 (2014)
- 렉티파이 시즌1 (2013)
- 위대한 개츠비 (2013)
- 퍼레이즈 엔드 (2012)
- 카밀라 디킨슨 (2012)
- 사일런트 힐: 레버레이션 (2012)
- 정사 : 두여자와의 로맨스 (2012)
- 노 원 리브스 (2012)
- 서튼티 (2011)
- 뱀파이어 (2011)
- 엘리트 하이 스쿨 (2010)
- 엑스맨 탄생: 울버린 (2009)
- 러브 마이 웨이 (2004)